# Hawkins-Ralle
Die Hawkins-Ralle (Diaphorapteryx hawkinsi) oder Mehonui ist eine ausgestorbene Rallenart von den Chatham-Inseln.
Beschrieben wurde die Art 1892 durch den Forschungsreisenden Henry Ogg Forbes anhand von Skelettüberresten (u. a. ein vollständig erhaltener Schädel), die er vom Paläontologen William Hawkins erhalten hatte. Forbes erkannte die ungewöhnliche Größe dieser Ralle und schätze sie auf ungefähr 40 cm. Das Gewicht gab er mit 2 kg an. Des Weiteren war sie durch relativ kurze Fußknochen und vollständige Flugunfähigkeit charakterisiert. Ihre Nahrung bestand vermutlich aus Insekten und Farnwurzeln.
Lange Zeit wurde angenommen, dass die Hawkins-Ralle etwa 300 bis 450 Jahre vor der Besiedelung durch die Europäer von den Moriori (den ersten Siedlern auf den Chatham-Inseln) ausgerottet wurde. In jüngerer Zeit wurde allerdings ein Brief des Ornithologen Sigvard Dannefaerd an Lord Rothschild aus dem Jahre 1895 gefunden, der Indizien dafür enthält, dass diese Ralle bis ins späte 19. Jahrhundert überlebt haben könnte.